# Nansenia ahlstromi
Nansenia ahlstromi är en fiskart som beskrevs av Kawaguchi och Butler, 1984. Nansenia ahlstromi ingår i släktet Nansenia och familjen Microstomatidae. Inga underarter finns listade i Catalogue of Life.